# Le Follet
Le Follet var en fransk modetidskrift som gavs ut mellan november 1829 och 1892.  Den var under en tid sammansmält med modetidskriften Le Courrier de la Mode. Den var rikligt illustrerad med modebilder.  Det var en av de många modetidningar som krossade Journal des dames et des modes' monopol. 
Le Follet var en av de äldsta, mest internationellt berömda och mest långvariga franska modetidskrifterna, och anses därför som ett viktigt historiskt tidsdokument om modet under 1800-talet.
Le Follet hade liksom La Mode Illustrée (1860-1937) många utländska prenumeranter och var populära i Storbritannien och USA.

## Bilder

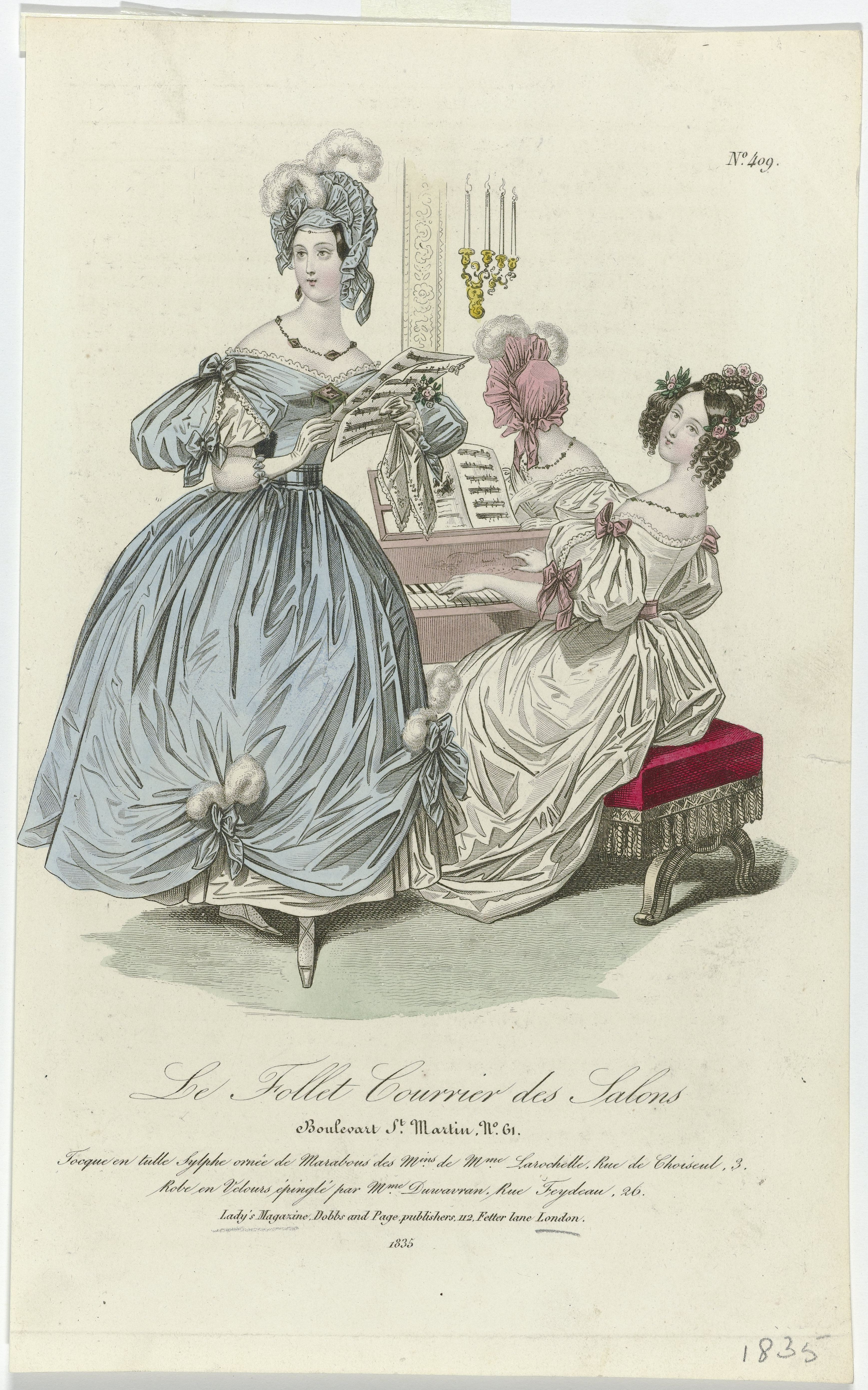
Le Follet, 1835.
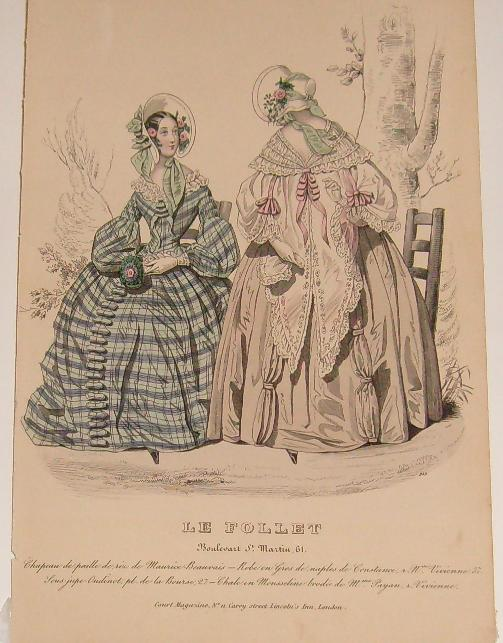
Modebild från Le Follet, Paris, 1839
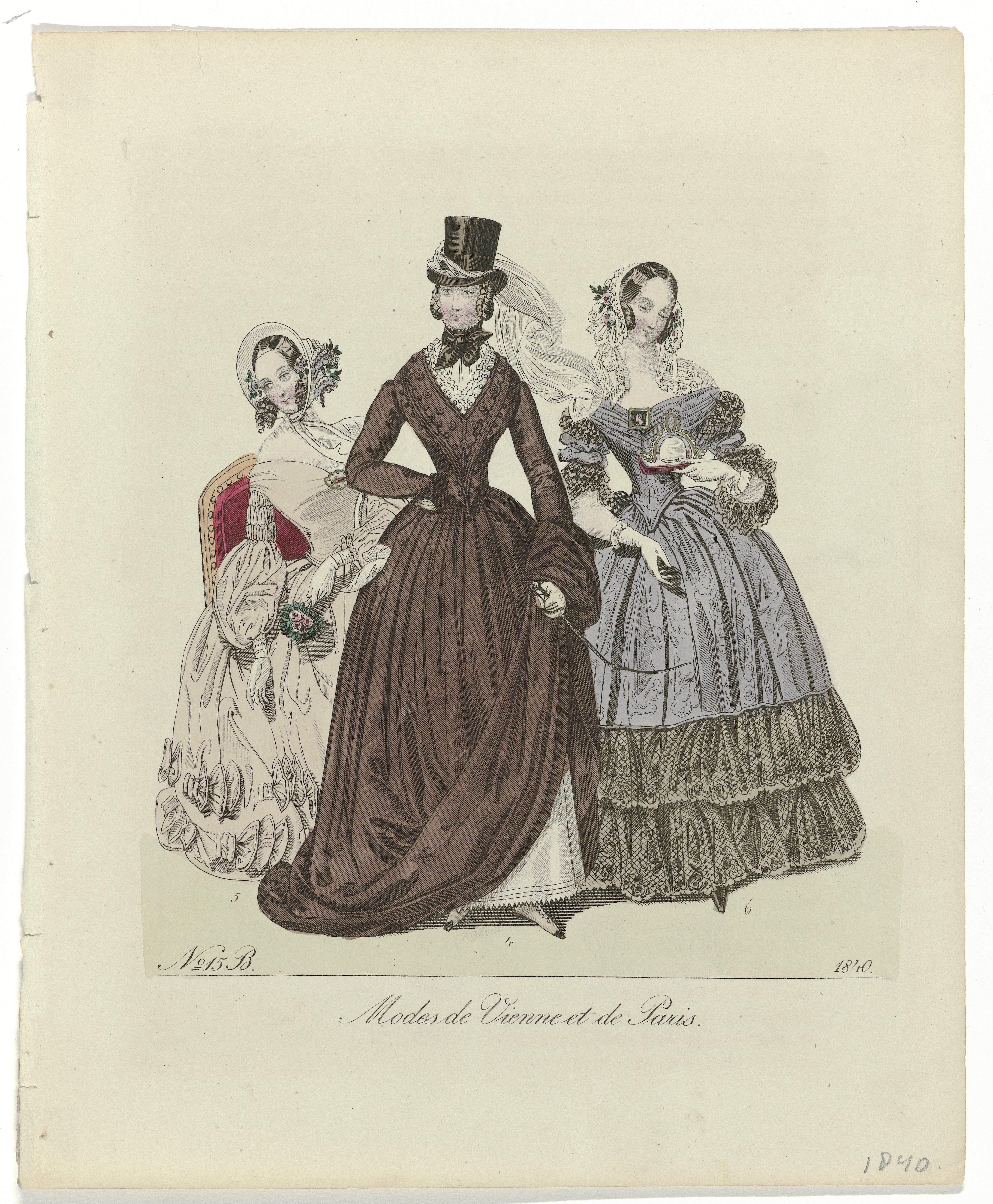
Le Follet, 1840.
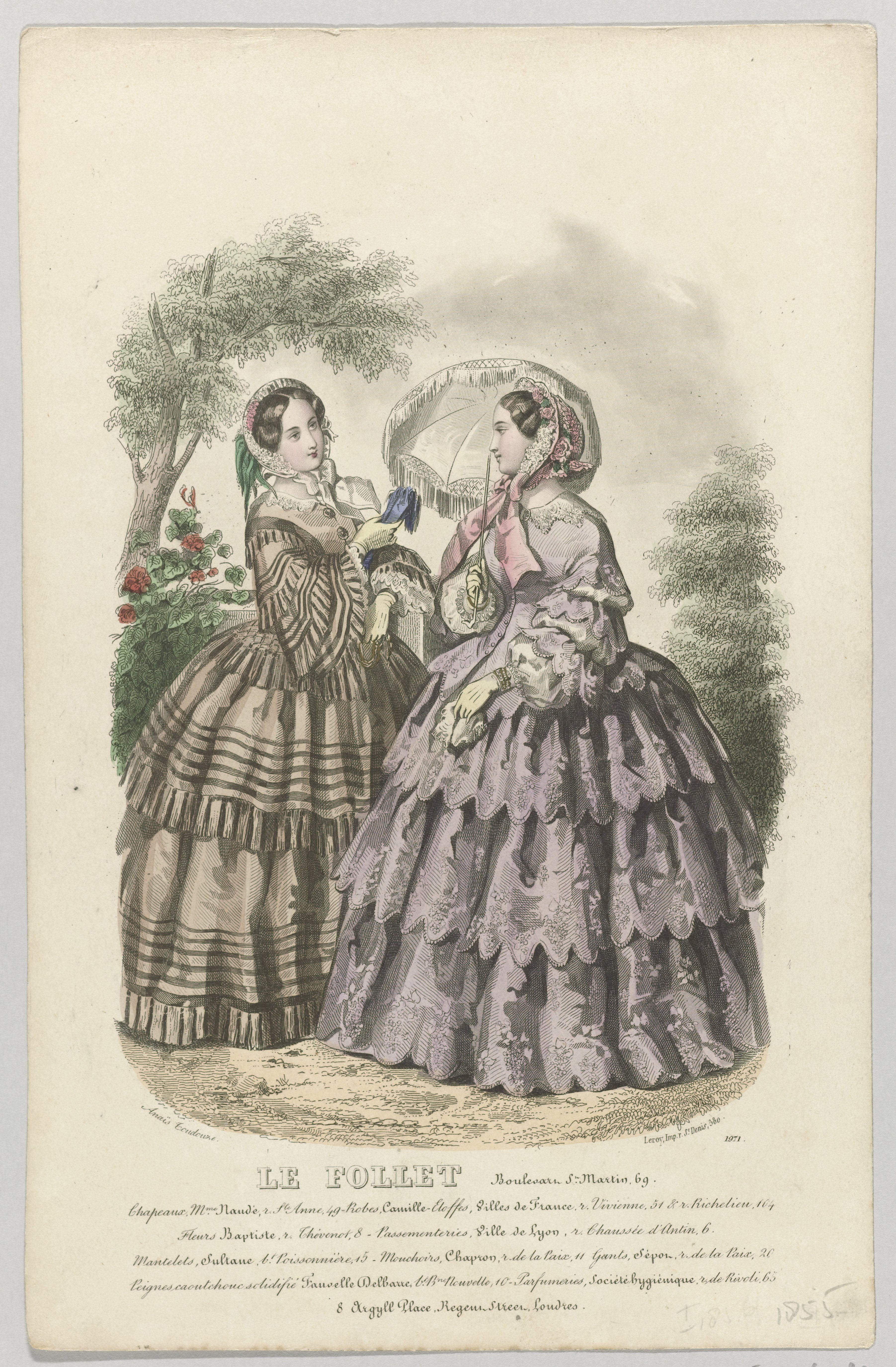
Le Follet, 1855.
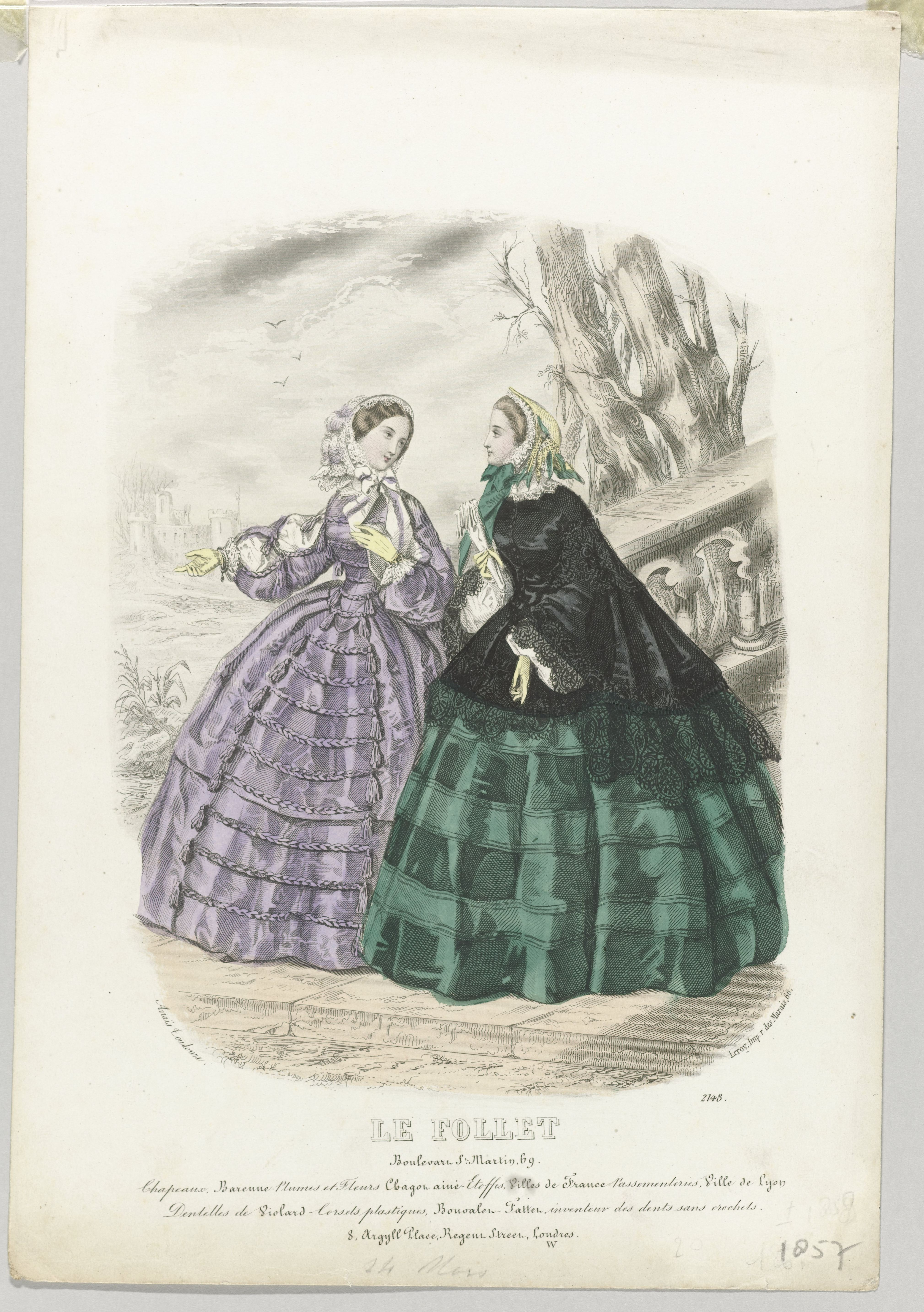
1857